# Charlie Taylor (Fußballspieler, 1993)
Charles James „Charlie“ Taylor (* 18. September 1993 in York) ist ein englischer Fußballspieler. Der bei Leeds United ausgebildete linke Außenverteidiger war zwischen 2014 und 2017 Stammspieler bei seinem Heimatklub, bevor er im Sommer 2017 in die Premier League zum FC Burnley wechselte.

## Karriere

### Leeds United
Taylor wurde in York geboren, durchlief die Jugendmannschaften des nicht weit entfernt liegenden Klubs Leeds United und war ab Sommer 2010, nachdem er die Schule verlassen hatte, Teil des dortigen Ausbildungsprogramms. Er war regelmäßig als linker Außenverteidiger in der U-18-Auswahl vertreten und in der zweiten Hälfte der Saison 2010/11 bestritt er neun Partien für die Reservemannschaft. Daraufhin unterschrieb er im Mai 2011 seinen ersten Profivertrag (für drei Jahre) bei dem Zweitligisten und kam im Oktober 2011 anlässlich eines Turniers im französischen Limoges zu zwei Länderspielen für die englische U-19-Auswahl. Leeds’ damaliger Trainer Simon Grayson stufte Taylor als eines der größten Talente im Klub ein und zählte den linken Fuß und die Ausdauerfähigkeit neben dem Talent zu den Stärken. Noch vor seinem 18. Geburtstag debütierte Taylor in der ersten Mannschaft, zunächst am 9. August 2011 per Einwechslung im Ligapokal gegen Bradford City sowie am 10. September 2011 in der zweiten Liga als Ersatz für den gesperrten Aidy White gegen Crystal Palace. Beim 3:2-Erfolg gegen „Palace“ bereitete er das erste Tor von Ross McCormack vor, aber trotz einer guten Leistung musste er in den folgenden Partien White wieder weichen.
Um weitere Spielpraxis zu sammeln, schloss sich Taylor Anfang 2012 für einen Monat leihweise dem Viertligisten Bradford City an. Ende August 2012 zog es ihn in seine Geburtsstadt nach York, nachdem der dort beheimatete Klub York City ebenfalls in die vierte Liga aufstiegen war. Obwohl er dort nur zweite Wahl hinter Jamal Fyfield auf der linken Abwehrseite war, wurde die Dauer des Leihgeschäfts von ursprünglich einem auf zwei Monate verlängert, bevor Taylor Ende Oktober 2012 nach Leeds zurückkehrte. Zum Abschluss der laufenden Saison 2012/13 war er kurzzeitig in der obersten schottischen Spielklasse für Inverness Caledonian Thistle unterwegs und erreichte dort – obwohl nur in vier Ligapartien in der Startelf aufgestellt – einen beachtenswerten vierten Abschlusstabellenplatz. Mitte Oktober 2013 wechselte Taylor erneut leihweise in die vierte englische Spielklasse, nunmehr zu Fleetwood Town. Dieses Engagement war ebenfalls zunächst nur auf einen Monat ausgelegt. Da Fleetwoods Trainer Graham Alexander jedoch sehr zufrieden mit Taylors Darbietungen war, lief das Geschäft bis zum Ende der Saison 2013/14. Gemeinsam gelang dem Klub, der erst 2012 in den Profibereich der Football League aufgestiegen war, die Qualifikation für die Play-off-Spiele. Dort setzte man sich gegen Taylors Heimatklub York City im Halbfinale durch und stieg über den 1:0-Finalsieg gegen Burton Albion in die dritte Liga auf – Taylor hatte als Stammspieler maßgeblichen Anteil an diesem Erfolg. Diesen positiven Aufwärtstrend belohnte Leeds United mit einem neuen Dreijahresvertrag für Taylor bis 2017.
Ab der Saison 2014/15 war Taylor fester Bestandteil der ersten Mannschaft von Leeds United. Als Konkurrent auf seiner Position stand ihm zunächst noch der Kapitän Stephen Warnock „im Weg“, aber als dieser sich kurz vor dem Jahreswechsel verletzte, ermöglichte der Umstand Taylor eine längere Phase von Einsätzen. Dies führte in der weiteren Entwicklung dazu, dass Warnock zu Derby County wechselte und Taylor den lang ersehnten Stammplatz bekam. Im 4-2-3-1-System von Trainer Neil Redfearn spielte Taylor zudem auf dem linken Flügel – mit Gaetano Berardi als linker Verteidiger – und in dieser offensiveren Rolle schoss er am 6. April 2015 beim 3:4 gegen die Wolverhampton Wanderers sein erstes Tor im Profifußball. Insgesamt absolvierte Taylor 100 Pflichtspiele in den genannten drei Jahren, bevor seine Ära in Leeds kontrovers endete. Stetig hatten sich Gerüchte über einen bevorstehenden Wechsel in die Premier League gehalten, da Taylor als einer der besten Linksverteidiger unterhalb der obersten englischen Spielklasse galt. Vor Beginn der Saison 2016/17 bat Taylor schließlich darum, wechseln zu dürfen, aber Leeds United bestand auf der Einhaltung des Vertrags. Sportlich verlief dann auch die Saison 2016/17 suboptimal. Eine Serie von 52 Startelf-Auftritten ging für Taylor im Dezember 2016 verletzungsbedingt zu Ende und nach seiner Rückkehr hatte er mit seinem gut spielenden Konkurrenten Gaetano Berardi zu kämpfen. Die Misstöne fanden ihren Tiefpunkt vor dem letzten Spieltag, als sich Taylor nach Angaben von Redfearns Nachfolger Garry Monk einem Einsatz verweigerte – Leeds United hatte die Qualifikation für die Playoff-Spiele nahezu sicher verpasst, wenngleich diese mathematisch trotz einer deutlich schlechteren Tordifferenz noch möglich gewesen war.

### FC Burnley
Im Juli 2017 unterschrieb Taylor einen Vierjahresvertrag in der Premier League beim FC Burnley. Er war die erste Verpflichtung von Trainer Sean Dyche in dieser Transferperiode und da Taylor noch unter 24 Jahre alt war, musste an Leeds United eine Ausbildungsentschädigung gezahlt werden. Über den Betrag bestand zunächst Uneinigkeit; erst kurz bevor dieser durch ein Tribunal festgesetzt wurde, einigten sich die Parteien Presseberichten zufolge in der Region zwischen sechs und sieben Millionen Pfund. Nach zunächst elf Einsätzen in der Debütsaison 2017/18 (davon zehn Mal in der Premier League), eroberte sich Taylor in der folgenden Spielzeit auf der linken Abwehrseite einen Stammplatz, bestritt alle Erstligapartien und kam darüber hinaus auch in der Europa League regelmäßig zum Zug.